# Anod

Diagram av en zinkanod i en galvanisk cell. Den yttre konventionella strömriktningen är riktad in mot komponenten och elektroden är således en anod

Anod är den elektrod där en yttre ström går in i en komponent.
Ett undantag är halvledardioder där anoden är fixerad till den p-dopade sidan av diodens pn-övergång.
För många dioder sammanfaller undantaget med den generella definitionen, men inte för exempelvis zenerdiod, avalanchediod eller fotodiod där strömmen i normalt driftläge går in på den n-dopade sidan (som kallas diodens katod) av diodens pn-övergång.
Den yttre elektronledaren är vanligtvis av metall  men kan även vara av grafit. Det behövs även en motelektrod där strömmen kan lämna komponenten och denna elektrod kallas katod. Strömmen som passerar komponenten kan ledas genom vakuum, joniserad gas, halvledare eller elektrolyt. Elektrolyten kan vara en vattenlösning av salt, syra eller bas men kan även vara en jonledande polymer, saltsmälta eller fastoxid. Exempel på det senare är yttriumstabiliserad zirkoniumdioxid där syrejoner är strömmens laddningsbärare.
Anod och katod används dels om energiförbrukande komponenter, exempelvis vakuumdioder, dels om komponenter som avger energi såsom en galvanisk cell. För en vakuumdiod är anoden den positiva elektroden, medan för en galvanisk cell blir  den negativa elektroden anod. Anod (och även katod) definieras utifrån den yttre strömmens riktning, inte komponentens polaritet.
Det är en missuppfattning att anoden alltid är positiv. En generell minnesregel kan vara den engelska ACID (Anode, Current Into Device). Den svenska minnesregeln PANK (Positiv Anod, Negativ Katod) har begränsad användning och gäller bara energiförbrukande komponenter men inte för en galvanisk cell som avger energi (det som vardagligt kallas batteri). ACID-reglen gäller inte generellt för halvledardioder (se nedan under 3.1.2) som har en egen definition/konvention för anod.
I en elektrokemisk cell orsakar strömmen en oxidation vid anoden. Detta gäller för såväl en elektrolytisk cell vid den positiva polen som för en galvanisk cell vid den negativa polen.

## Etymologi
Ordet anod introducerades av Michael Faraday när han behövde nya namn för att skriva färdigt en avhandling om elektrolys, en då nyligen upptäckt process. Faraday hade konsulterat William Whewell 1834 som myntade ordet anod. Vid namngivningen av elektroderna utgick Faraday från en elektrolytisk cell som är så orienterad att strömmen går in i öster och ut ur cellen i väster. Strömmens riktning blir då densamma som en sådan tänkt ström har längs en latitud och som skapar ett magnetfält med samma riktning som jordens magnetfält. Faraday menade att som minneshjälp har strömmens bana samma riktning som solen tycks röra sig – upp i öster och ner i väster. Anod kommer från det grekiska ordet ἄνοδος  ánodos "väg uppåt", "återväg"; av aná "upp", "tillbaka" och hodós "bana", "väg".

#### Elektronrör

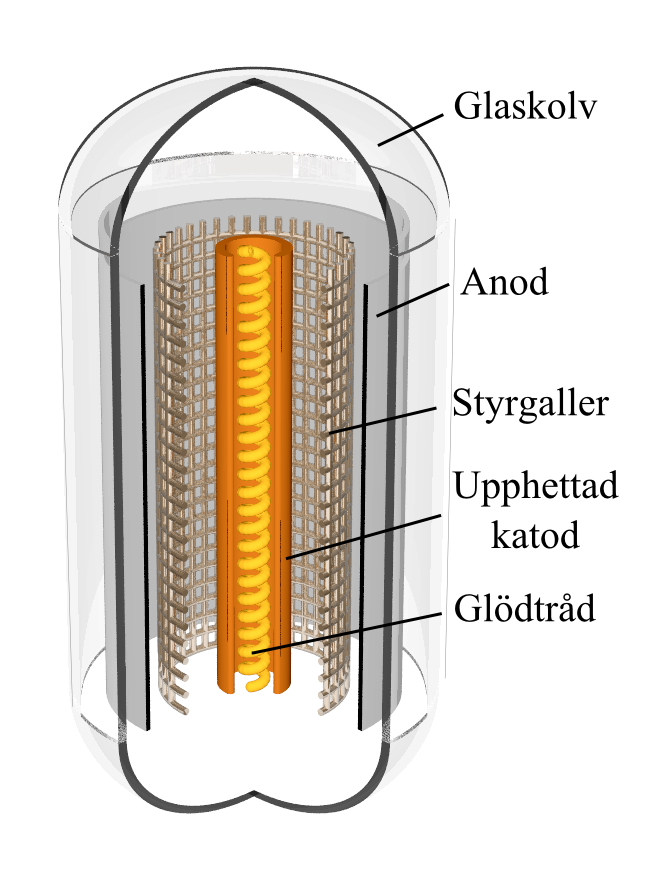
Schematisk bild av triodrör

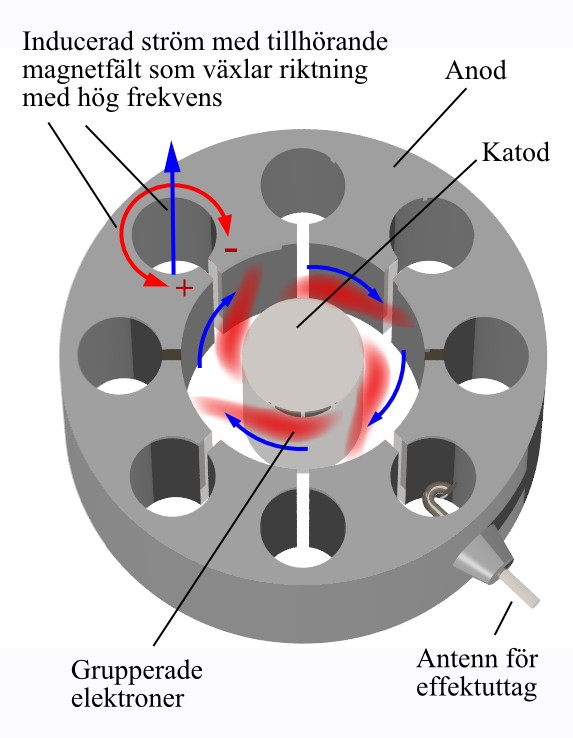
Principskiss för magnetron

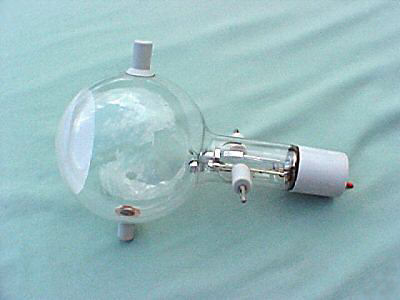
Teltronrör

Principskiss för hålkatodlampa
Anode = anod
Spannungsquelle = spänningskälla
Hohlkathode = hålkadod

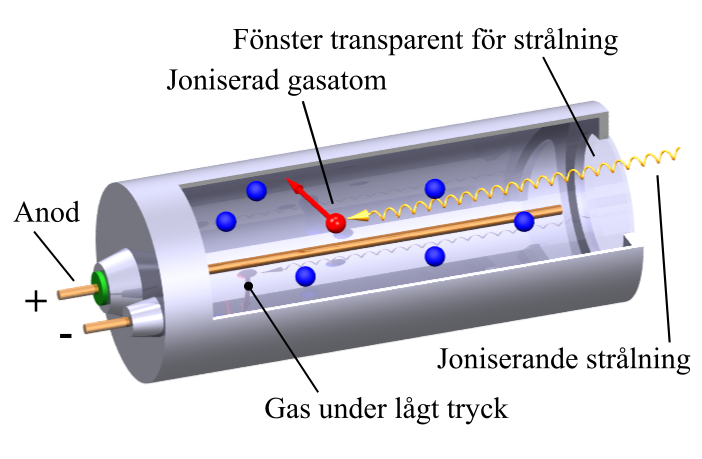
Schematisk bild av ett Geiger-Müllerrör

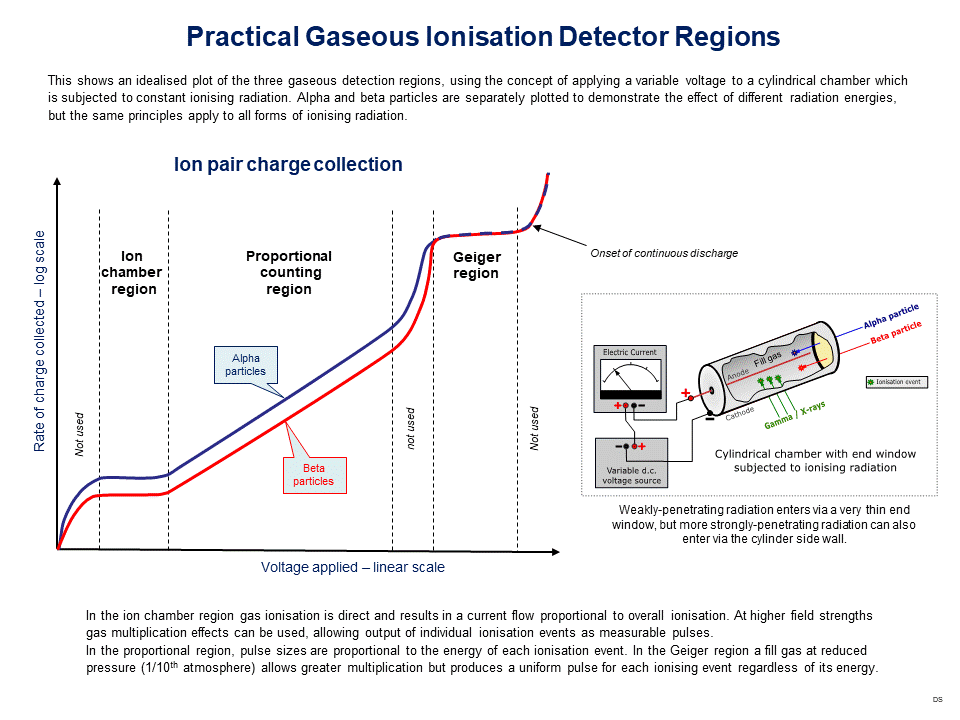
Principiell arbetsspänningsområde för proportionalräknare och GM-rör

#### Halvledarkomponent

Lysdiod med angivande av anod (+), dess symbol samt praktiskt utförande

Principbild av hur Organisk LED är uppbyggd
1 katod, 2 emitterskikt, 3 rekombinering av laddningsbärare med fotonemmission, 4 hålledningsskikt, 5 anod

#### Elektrolytiska celler

Elektrolytisk trådrengöring

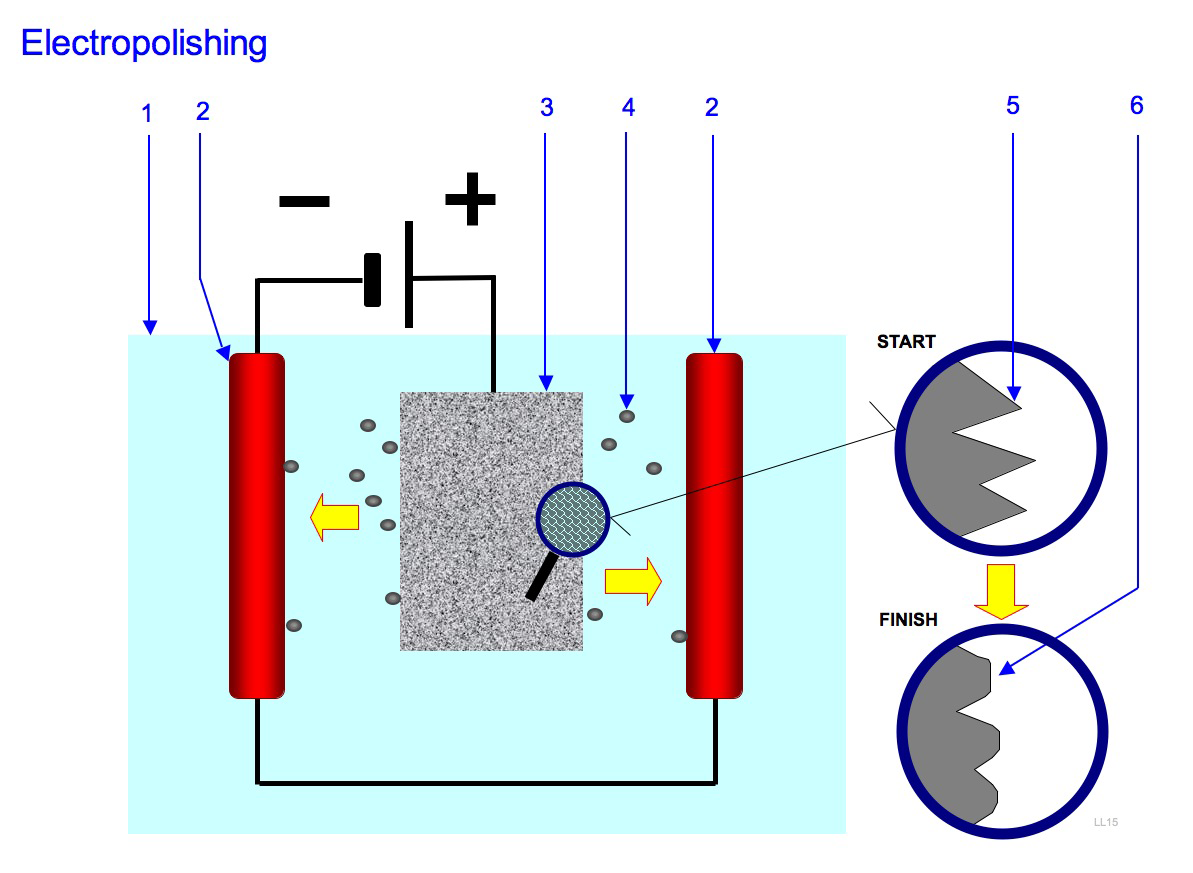
Principskiss för elektrolytpolering